# 三津の朝市
三津の朝市（みつのあさいち）とは、愛媛県松山市三津浜地区において1981年まで続いてきた朝市。現在は、松山市公設水産地方卸売市場で行われているイベント”三津の朝市「旬・鮮・味まつり」”にその名を引き継いでいる。

## 歴史
三津の朝市の歴史は古く、今から約500年以上前の1467年（応仁元年）に、河野通春が港山城主となり、毎朝城兵の米穀魚菜を近郷の民より買上げ、三津浜の海岸に多人数集合市場ができ、それが今に名高い「三津の朝市」の発祥といわれる。また、これから150余年後の1616年（元和2年）4月15日、松山藩主加藤嘉明（当時）に下松屋善衛門が魚を売買したのが始まりともいわれている。いずれにしても瀬戸内海の好漁場を背景に魚の売買取引はかなり以前より発達していたものと思われる。
その後、1663年（寛文3年）、次の松山藩主、松平定行が家老である三津の天野作佐衛門ほか2名に対し魚問屋を申し付け、生魚の問屋17名としてこれに出入する漁夫を定め、また5里以内には魚市場を開かせないようにし、1737年（元文2年）には、三津須先町砂浜に毎朝魚問屋を集めて吟味の後、監督の下に円陣を張り取引させるなど、次第に市場としての形態を整えていった。

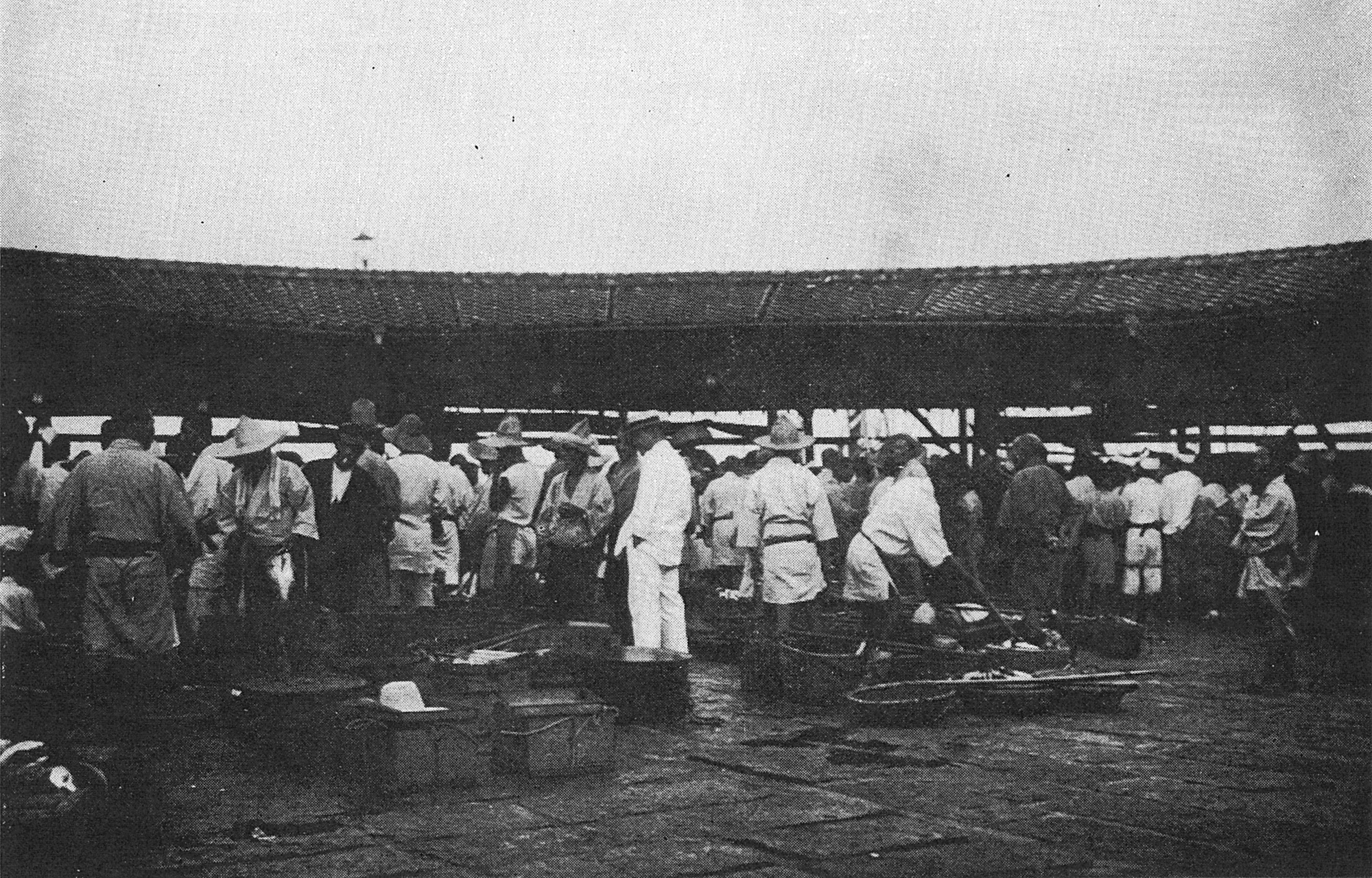
三津浜町公設魚市場（1929年）

1872年（明治5年）には魚問屋16名が協同して魚市場を設立した。その後、明治に入り欧米の資本主義経済の導入により、その影響を受けた別の魚問屋15名は、1880年（明治13年）、株式会社を設立し、魚商人108人と特約し取引を行うようになった。後にこの両市場は合併し、会社を設立、1888年（明治21年）には円型市場を建設、営業を開始している。
1927年（昭和2年）には三津浜町が魚市場を買収し、町営市場となり、1940年（昭和15年）、三津浜町が松山市と合併して松山市営魚市場となった。
1981年（昭和56年）9月には、新たに開設された松山市中央卸市場水産市場にその役目を引き継いだことで実態としての三津の朝市は終了した。
2011年（平成23年）3月に、市場再編により松山市中央卸売市場水産市場は松山市公設水産地方卸売市場へと名称を変更。
当該市場において、2013年（平成25年）4月から、”三津の朝市「旬・鮮・味まつり」”として、市場開放イベントをスタートし、今日に至っている。

## 伊予節の中の三津の朝市
伊予節

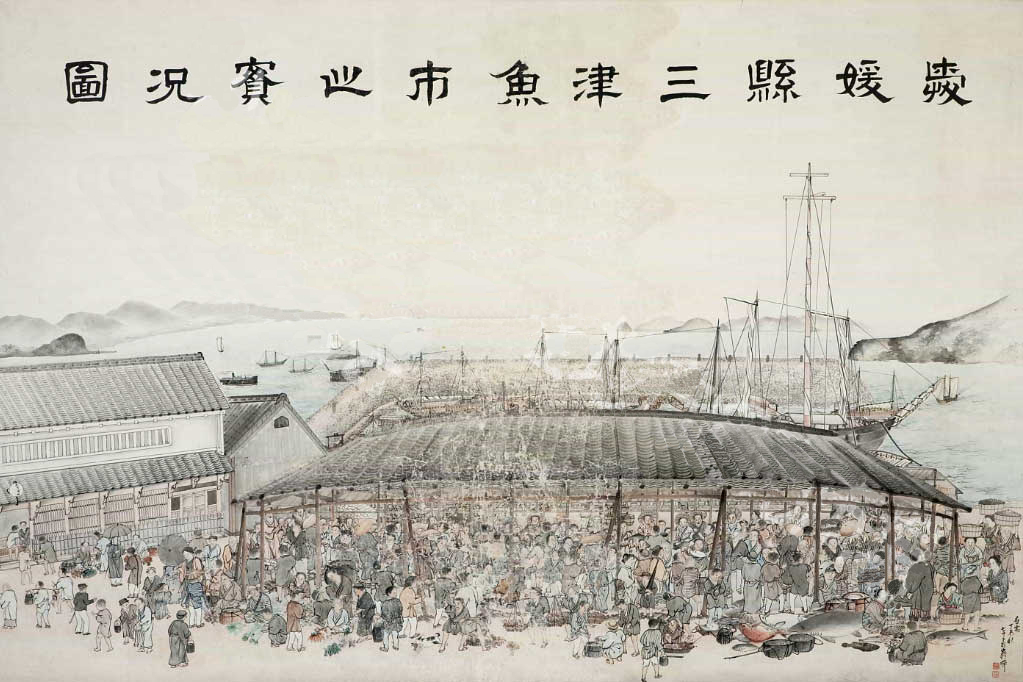
水産市場の歴史

伊予（松山）の名物名所を巧みに詠み込んだ愛媛を代表する民謡。この中で三津の朝市は道後の湯と並び称されている。もともとは松山地方の座敷歌で酒宴の席などで歌われていた。

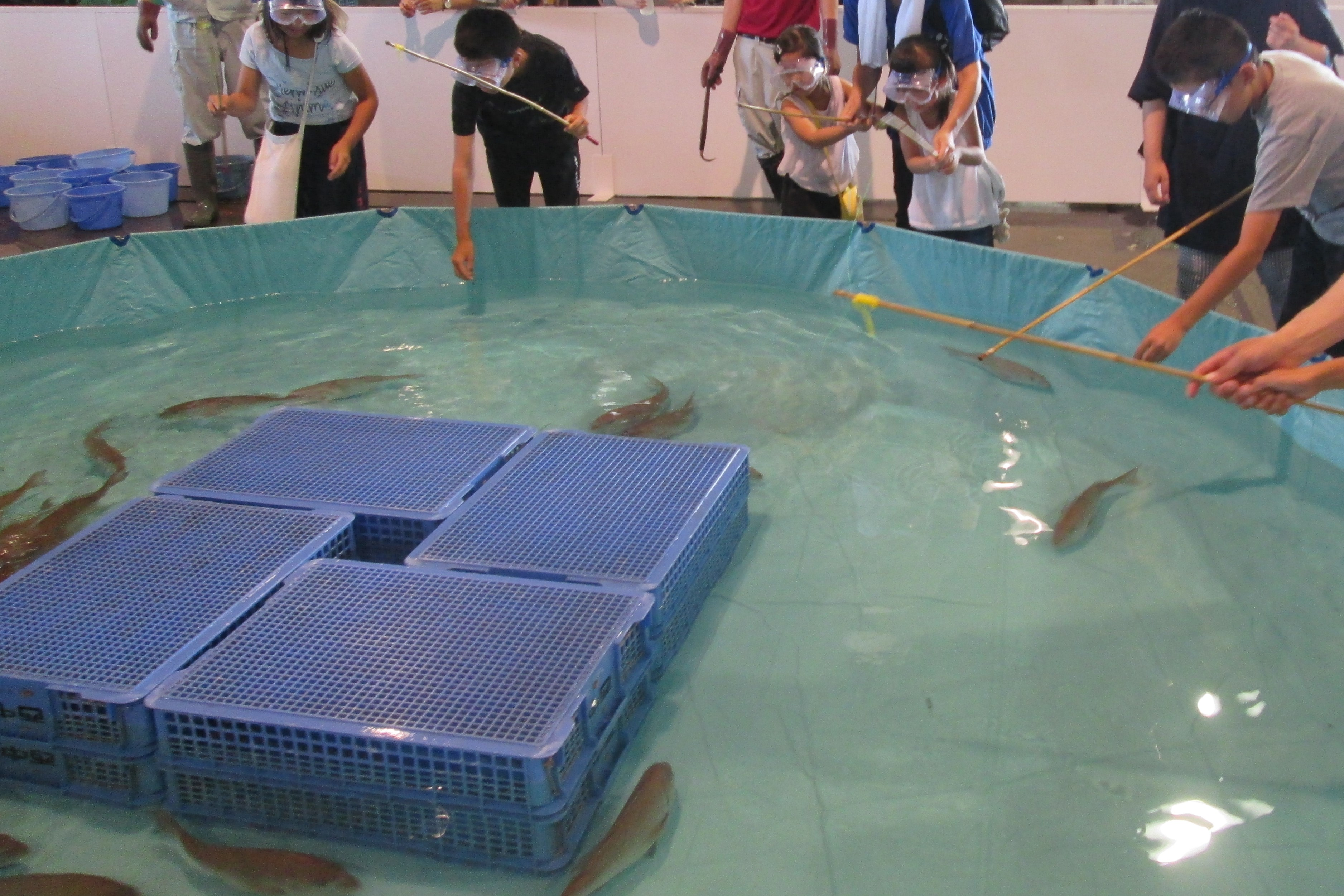
鯛の釣り堀

## 三津の朝市「旬・鮮・味まつり」
三津の朝市「旬・鮮・味まつり」は、2013年（平成25年）4月から松山市公設水産地方卸売市場で行われている市場開放イベント。
開催は年4回ベースで、松山市と市場関係団体で組織する「松山市水産市場運営協議会」が主催している。
近年の”魚離れ”を鑑み、市民に対して魚の美味しさや市場流通の役割について認知してもらうことを目的に開始されているイベントである。
イベントは主に松山市公設水産地方卸売市場内にある卸売場棟の中で行われる。開催時間は午前9時から12時にかけての3時間。
内容は「イベントブース」「仲卸業者による鮮魚販売」「地域・関係者の出店」の大きく3種類に分類される。

### 特設イベントブース
鯛の釣り堀、旬の魚を使った刺身無料試食、市場のセリを体験できる模擬セリ、魚介類のつかみ取りを中心とした特設ブースが設置される。魚に関する○×クイズや、地元三津浜地区に関する「三津浜検定」などが行われる場合もある。鯛の釣り堀は事前に整理券が配られており、開場前には整理券を求める長蛇の列ができる様子が恒例となっている。

### 仲卸業者による鮮魚販売
当市場では通常行われない、一般消費者に対する小売がイベント開催日に限り実施される。店頭に並ぶ魚は早朝に市場で取引された新鮮なものである。

### 地域・関係者の出店
地元三津浜地区まちづくり協議会をはじめとする有志や、地元三津浜地区で営業する店舗などが出店する。

## その他
松山出身の俳人の正岡子規は1873年（明治6年）、三津の朝市に関する詩を詠んでいる。